# SN 1961V
SN 1961V是一顆異常的超新星事件，是類似超新星的假超新星。這顆潛在的冒名者在1964年首度被弗裡茨·茲威基檢出，SN 1961V出現在距離大約9.3 Mpc（3千萬光年）遠的星系NGC 1058。不像許多的超新星，它的祖恆星類似海山二，是顆非常大且亮的藍色恆星。估計其祖恆星的質量高達2,000太陽質量，但這很可能是被高估了。如果SN 1961V不是一顆超新星，它最有可能是高光度藍變星的一次極端的大爆發。
SN 1961V的爆炸，以2,000Km/s的速度將殘骸向外拋出，這比大多數超新星的速度慢得多。它的光變曲線，與逐步攀升至最大光度，相較於一般超新星也不相同。這個不尋常的光度曲線導致它被懷疑是其他的事件。如果這顆恆星還存在者，它將被標誌為假超新星，而不是一顆真正的超新星SN 1961V。哈伯太空望遠鏡和史匹哲太空望遠鏡的使用者，一直在試圖確定其祖恆星是否還存在。但是，此一事件的碎片遮蔽了這個區域，和阻礙了這些觀測的企圖。
俄亥俄州立大學的Christopher Kochanek已經將此一事件和超新星SN 2005gl比對，建議類似於SN 2005gl的前超新星質量損失可以解釋擴張的低速度。Kochanek的小組經過分析，強烈的認為SN 1961V是一顆正的超新星。幾乎在同一時刻，另一個團隊檢測到一顆高度明亮的藍色恆星存在於這顆超新星的殘骸現場，然而他們不能排除這顆是爆炸後倖存的伴星。